# Otto Johan Stemann
Otto Johan (von) Stemann (født 14. februar 1774 i København, død 17. marts 1865 i Slesvig by) var en dansk amtmand, bror til Poul Christian Stemann og far til Christian Conrad Sophus Stemann-Charisius.
Han var søn af gehejmestatsminister Christian Ludvig Stemann. Stemann var amtmand over Aabenraa og Løgumkloster Amter og blev senere administrator af Grevskabet Rantzau. Han var kammerherre og Kommandør af Dannebrogordenen.
Han ægtede 1762 i Slesvig by Augusta Mathilde Andrea Kaas (med Muren) (24. oktober 1777 i København - 10. december 1865), datter af Ulrik Christian Kaas (1729-1808) og Friderice Amalie Charisius (1749-1828). 